# موريس لوكاس
موريس لوكاس (بالإنجليزية: Maurice Lucas)‏ مواليد 18 فبراير 1952 في بيتسبرغ - الوفاة 31 أكتوبر 2010، كان لاعب كرة سلة أمريكي أصبح مدرباً بدأ مسيرته الاحترافية في سنة 1974. تم اختياره من قبل فريق شيكاغو بولز خلال الدرافت. بلغ طوله 6 قدم 9 بوصة (2.1 م). اعتزل اللعب في 1988. فاز بلقب دوري إن بي إيه. شارك 4 مرات في مباراة كل النجوم.

## المسيرة الاحترافية
لعب مع بورتلاند ترايل بلايزرز من سنة 1976 إلى 1980، ثم لعب مع بروكلين نتس من سنة 1979 إلى 1981، ثم لعب مع نيويورك نيكس في موسم 1981–1982، ثم لعب مع فينيكس صنز من سنة 1982 إلى 1985، ثم لعب مع لوس أنجلوس ليكرز في موسم 1985–1986، ثم لعب مع سياتل سوبرسونيكس في موسم 1986–1987، ثم لعب مع بورتلاند ترايل بلايزرز في موسم 1987–1988.

## روابط خارجية
- موريس لوكاس على موقع إن بي أي (الإنجليزية)
- موريس لوكاس على موقع سبورتس رفرنس (الإنجليزية)
- موريس لوكاس على موقع كلية كرة السلة في سبورتس رفرنس.كوم (الإنجليزية)
- موريس لوكاس على موقع ريلجم (الإنجليزية)
- موريس لوكاس على موقع بروبوليرز (الإنجليزية)
- موريس لوكاس على موقع سبورتس رفرنس (الإنجليزية)